# Pilar (Cebu)
Pilar (Bayan ng Pilar) är en kommun i Filippinerna. Kommunen tillhör provinsen Cebu och ligger på ön med samma namn. Folkmängden uppgår till 11 226 invånare.
Pilar är indelat i 13 barangayer.